# NGC 5888
NGC 5888 (również PGC 54316 lub UGC 9771) – galaktyka spiralna z poprzeczką (SBbc), znajdująca się w gwiazdozbiorze Wolarza. Odkrył ją William Herschel 9 kwietnia 1787 roku. Jest to galaktyka z aktywnym jądrem typu LINER.
W galaktyce tej zaobserwowano supernowe SN 2007Q i SN 2010fv.